# Marllon Borges
Marllon Gonçalves Jerônimo Borges (Rio de Janeiro, 16 de abril de 1992), mais conhecido como Marllon Borges, ou simplesmente Marllon, é um futebolista brasileiro que atua como zagueiro. Atualmente, joga pelo Ceará.

## Carreira
Marllon começou como lateral-direito, mas devido ao porte físico e eficiência nos desarmes acabou mudando para a zaga. Começou nas categorias de base do Cruzeiro. Passou pela base do Bangu em 2009.

### Flamengo
Chegou ao Flamengo em 2009. Ganhou as primeiras chances no elenco principal do Flamengo já em 2010, treinando com o time a pedido do treinador Vanderlei Luxemburgo. Usando a camisa de número 18, ficou no banco de reservas de uma partida profissional pela primeira vez, em 2010, na partida contra o Atlético Goianiense. Na vitoriosa campanha rubro-negra da Copa São Paulo de Futebol Júnior de 2011, Marllon foi titular, fazendo dupla com Frauches. Disputou a final do Torneio Octávio Pinto Guimarães. Onde foi campeão em cima do Fluminense. Esteve emprestado ao Duque de Caxias em 2011, onde disputou a Série B do Campeonato Brasileiro. De volta ao Flamengo, participou da pré-temporada de 2012. Fez o seu primeiro jogo oficial na estreia do Campeonato Carioca contra o Bonsucesso. Também disputou algumas partidas do Campeonato Brasileiro daquele ano. Foi emprestado ao Boavista-RJ para a disputa do Campeonato Carioca de 2013. Voltou em maio de 2013 para o Flamengo. No fim de 2013, quase foi contratado pelo Macaé e pela Cabofriense.

### Rio Claro
Com os direitos federativos ligados ao Flamengo, acertou com o Rio Claro para a disputa do Campeonato Paulista de 2014. O time não passou da terceira posição do Grupo D, na primeira fase.

### Santa Cruz
Ainda com os direitos federativos ligados ao Flamengo, foi anunciado como jogador do Santa Cruz. Foi apresentado oficialmente em 8 de maio de 2014.
| “ | Estou bem. Agora é trabalhar para ficar 100% fisicamente. Vim da base do Flamengo, onde a pressão é muito grande, então estou acostumado a isso, não terei problemas. | ” |

### Atlético Goianiense
Atuando pelo Atlético Goianiense Foi um dos destaques do clube. na campanha do título do Campeonato Brasileiro Série B em 2016.

### Ponte Preta
Em 2017 foi contratado pela Ponte Preta por empréstimo de 1 ano.

### Corinthians
Em 19 de fevereiro de 2018, Marllon foi contratado pelo Corinthians, assinando um contrato válido até o fim de 2021. Fez a sua estreia, pelo clube paulista, no dia 08 de julho de 2018, em uma vitória por 2-1, contra o Grêmio, na Neo Química Arena, em um amistoso.

### Cruzeiro
No dia 06 de março de 2020, foi emprestado para o Cruzeiro.
Marcou seu primeiro gol com a camisa celeste na vitória por 3-0 sobre a URT no Mineirão em 26 de julho pelo Campeonato Mineiro.

### Retorno ao Corinthians
No dia 09 de outubro de 2020, por não ter opções de zagueiro, após a grave lesão de Danilo Avelar, o Corinthians solicitou o retorno de Marllon.
Em 04 de março de 2021, rescindiu seu contrato com o clube paulista.

### Cuiabá
Em 04 de março de 2021, assinou um contrato com o Cuiabá.
Em 28 de Julho de 2024 Marllon alcançou a marca de 178 jogos pelo Dourado, diante do Athletico-PR, na Arena Pantanal. O zagueiro ultrapassou Bogé, ex-volante e ídolo do Cuiabá. O defensor só fica atrás do goleiro Walter no ranking dos atletas que mais usaram o manto Auriverde.

### Ceará
Em 26 de dezembro de 2024, assinou contrato de 2 anos com o Ceará.

## Títulos
Flamengo
- Copa São Paulo de Futebol Júnior: 2011
- Torneio Octávio Pinto Guimarães: 2011

Boavista
- Torneio Extra : 2013

Atlético Goianiense
- Campeonato Brasileiro Série B : 2016

Corinthians
- Campeonato Paulista : 2018, 2019

Cuiabá
- Campeonato Mato-Grossense: 2021, 2022, 2023 e 2024

Ceará
- Campeonato Cearense: 2025[19]